# Carlo Gerosa
Carlo Gerosa (* 30. November 1964 in Seriate, Lombardei) ist ein ehemaliger italienischer Skirennläufer. Er nahm zweimal an Olympischen Winterspielen teil und war weitgehend auf die technische Disziplin Slalom spezialisiert.

## Biografie
Carlo Gerosa nahm 1982 an den Juniorenweltmeisterschaften im französischen Auron teil und belegte Rang 32 im Riesenslalom. Im August desselben Jahres weilte er mit der italienischen Mannschaft in Neuseeland.  Bei einem Autounfall am Mount Ruapehu, bei dem sein Teamkollege Bruno Nöckler und drei Betreuer ums Leben kamen, erlitt er leichte Verletzungen.
Am 2. Dezember 1984 klassierte sich Gerosa mit Rang 13 im Weltcup-Slalom von Sestriere erstmals in den Punkterängen. Zu Beginn der Saison 1987/88 wurde er in Sestriere und Madonna di Campiglio hintereinander Sechster und Fünfter, womit er sich für die Olympischen Spiele in Calgary qualifizierte. Dort trat er zu drei Rennen an: Im Super-G belegte er Rang 26, im Riesenslalom wurde er 17. Seine Paradedisziplin Slalom endete mit einer Disqualifikation im zweiten Durchgang. Zwei weitere Male erreichte Gerosa fünfte Ränge im Weltcup, innerhalb einer Woche in Oppdal und Lillehammer 1991, wobei er jeweils erheblichen Rückstand auf die Podestplätze hatte. Sein bestes Resultat bei italienischen Meisterschaften war der Gewinn der Silbermedaille in ebenjenem Jahr. 1991/92 absolvierte er seine stärkste Saison und qualifizierte sich mit mehreren Top-10-Platzierungen erneut für die Olympischen Spiele in Albertville. Mit Slalomrang elf gelang ihm sein bestes Ergebnis bei einem Großereignis. Die Weltcup-Disziplinenwertung schloss er als zweitbester Italiener nach Alberto Tomba mit Rang sieben ab. Sein letztes Weltcup-Rennen bestritt er im Februar 1994 in Garmisch-Partenkirchen. In der Saison 1994/95 nahm er ausschließlich an FIS- und Europacup-Rennen teil, ehe er seine Karriere beendete.

## Erfolge

### Olympische Spiele
- Calgary 1988: 17. Riesenslalom, 26. Super-G
- Albertville 1992: 11. Slalom

### Weltcup
- 16 Platzierungen unter den besten zehn

### Weltcupwertungen
| Saison  | Gesamt | Gesamt | Slalom | Slalom |
| Saison  | Platz  | Punkte | Platz  | Punkte |
| ------- | ------ | ------ | ------ | ------ |
| 1984/85 | 98.    | 3      | 45.    | 3      |
| 1986/87 | 61.    | 13     | 22.    | 13     |
| 1987/88 | 36.    | 33     | 13.    | 33     |
| 1988/89 | 76.    | 6      | 27.    | 6      |
| 1989/90 | 80.    | 10     | 26.    | 10     |
| 1990/91 | 45.    | 26     | 18.    | 26     |
| 1991/92 | 33.    | 288    | 7.     | 288    |
| 1992/93 | 81.    | 68     | 26.    | 68     |
| 1993/94 | 122.   | 13     | 43.    | 13     |

### Europacup
- Saison 1985/86: 4. Gesamtwertung, 1. Slalomwertung
- Saison 1986/87: 6. Gesamtwertung, 2. Slalomwertung

### Juniorenweltmeisterschaften
- Auron 1982: 32. Riesenslalom

### Weitere Erfolge
- Italienischer Vizemeister im Slalom 1992
- Dritter der italienischen Meisterschaften im Slalom 1991
- Siege in FIS-Rennen